# Luv Is Rage 1.5
Luv Is Rage 1.5 — второй мини-альбом американского рэпера Lil Uzi Vert. Он был выпущен 26 февраля 2017 года эксклюзивно на SoundCloud Саймира, как прелюдие к его дебютный студийному альбому Luv Is Rage 2. Мини-альбом включает в себя песню «XO Tour Llif3», которая позже была включена в Luv Is Rage 2. Он был спродюсирован Derelle Rideout, DJ Plugg, DP Beats, JW Lucas и TM88.

## Предыстория
Четырёх трековый мини-альбом был выпущен эксклюзивно на SoundCloud с намерением создать волнение для его следующего релиза Luv Is Rage 2. Песня «XO Tour Llif3» привлекла к себе значительное внимание в сети, в результате чего она стала синглом.

## Синглы
24 марта 2017 года Lil Uzi Vert выпустил песню «XO Tour Llif3» на цифровых площадках, как сингл. В мае 2017 сингл достиг номера 7 в чарте Billboard Hot 100.

## Список композиций
Список написан в порядке загрузки на Soundcloud, поскольку официально список композиций не был опубликован.
| №                   | Название             | Автор(ы)                             | Продюсер(ы)         | Длительность |
| ------------------- | -------------------- | ------------------------------------ | ------------------- | ------------ |
| 1.                  | «Boring Shit»        | Symere Woods Derelle Rideout         | Derelle Rideout     | 3:10         |
| 2.                  | «Luv Scars K.o 1600» | Woods Kenneth Smith                  | DJ Plugg            | 3:02         |
| 3.                  | «XO Tour Llif3»      | Woods Bryan Simmons John Lucas [ 6 ] | TM88 JW Lucas       | 3:02         |
| 4.                  | «YSL»                | Woods Don Paschall, Jr.              | DP Beats            | 3:15         |
| Общая длительность: | Общая длительность:  | Общая длительность:                  | Общая длительность: | 12:29        |